# Travellers and Magicians
Travellers and Magicians är en bhutanesisk film från 2003.

## Rollista (i urval)
- Tsewang Dandup - Dondup
- Sonam Lhamo - Sonam
- Lhakpa Dorji - Tashi
- Deki Yangzom - Deki
- Sonam Kinga - The Monk